# Manče
Manče – wieś w Słowenii, w gminie Vipava. W 2018 roku liczyła 143 mieszkańców.